# Oost-Indisch Zeemagazijn
Het Oost-Indisch Zeemagazijn was een gigantisch pakhuis van de V.O.C. op het eiland Oostenburg in Amsterdam.
Het door Daniel Stalpaert ontworpen pakhuis werd gebouwd in de jaren 1661-1663. Het had twee vleugels van vier verdiepingen, was in totaal zo’n 215 meter breed en 25 meter diep. Het diende om de goederen van de VOC op te kunnen slaan. Het was het grootste gebouw van Amsterdam, en bezorgde de stad veel werkgelegenheid.
Rondom het gebouw liep een brede en diepe gracht, zodat de schepen hun vracht gemakkelijk nabij het pakhuis konden lossen. Achter het gebouw waren op een apart eiland twee VOC-scheepswerven, die met een brug verbonden waren naar het pakhuis. In 1697 liep tsaar Peter de Grote van Rusland vier maanden stage op deze werven, om meer te weten te komen over de scheepsbouw. Even verderop was de lijnbaan (ruim 610 meter lang) van de VOC, die evenwijdig lag aan de lijnbaan van de Admiraliteit.
Om het gebouw niet te verwarren met het Oost-Indisch Huis in de binnenstad (aan de Oude Hoogstraat), waar ook een pakhuis aan verbonden was, werd dit zeemagazijn ook wel het Oostindische buitenhuis genoemd.

## Instorting
Al in de 18e eeuw kreeg men in de gaten dat het gebouw niet stabiel was, door te zwakke fundering. De dikke binnenmuur die over de breedte van het gebouw extra steun moest geven, mocht onvoldoende baten. De vier schoorstenen bovenop het gebouw moesten verwijderd worden, omdat die het magazijn "te zeer bezwaarden". Daar kwam bij dat de VOC het onderhoud verwaarloosde.
Op 13 april 1822 stortte de rechtervleugel spontaan in, en in de nacht daarop de rest. Bij de instorting van de rechtervleugel viel een dode en waren er vier gewonden, omdat graandragers op dat moment in het magazijn aan het werk waren. Al het toen opgeslagen graan (5 miljoen kilo) ging verloren.
De theatrale ondergang van dit grote symbool van de VOC lokte veel ramptoeristen naar de plek. Ook koning Willem I kwam een kijkje nemen. De ruïne bleef nog jarenlang liggen. Pas in 1829 werd alles opgeruimd.

## Afbeeldingen

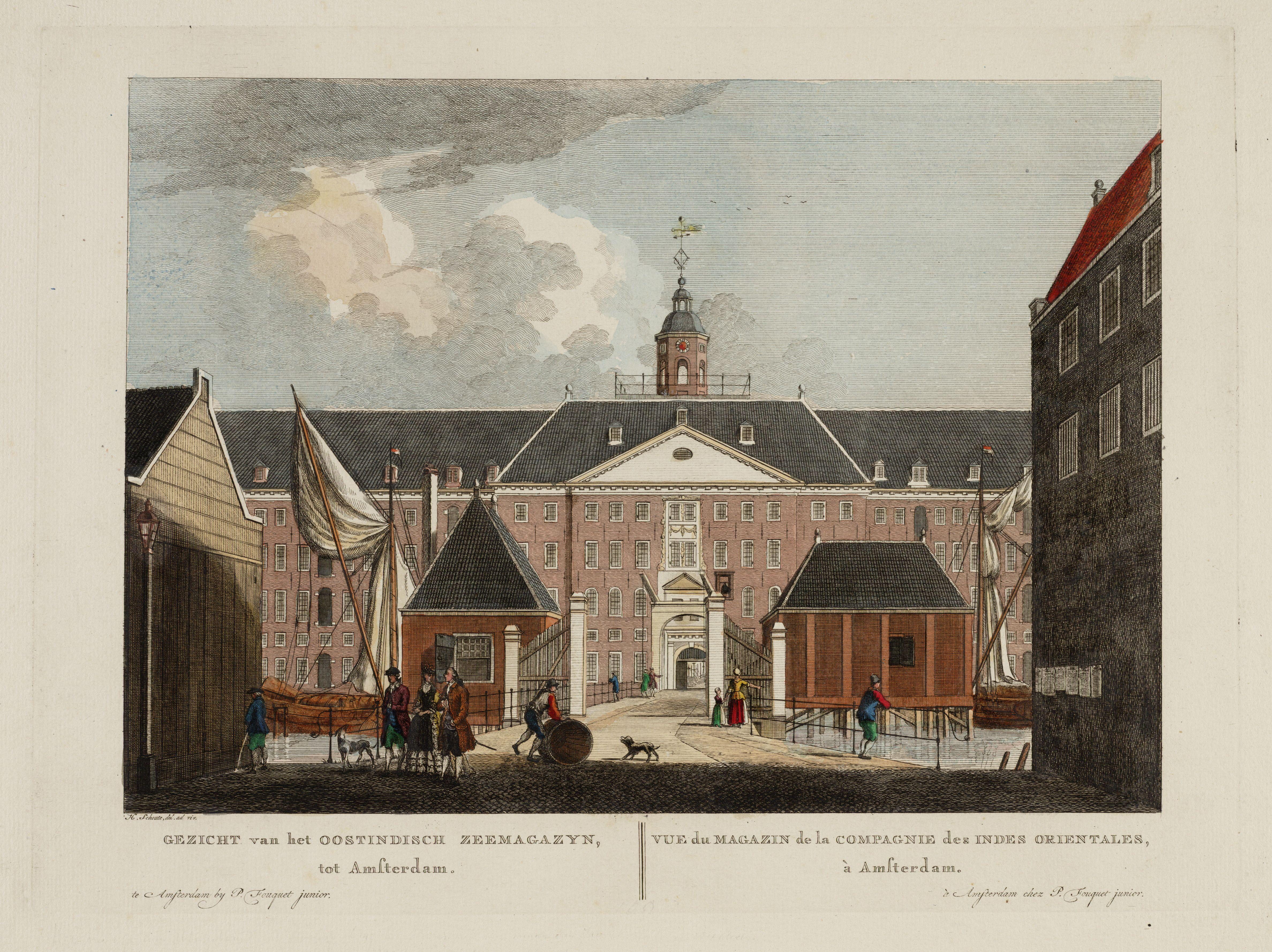
De achterzijde van het Zeemagazijn met de brug naar de werf
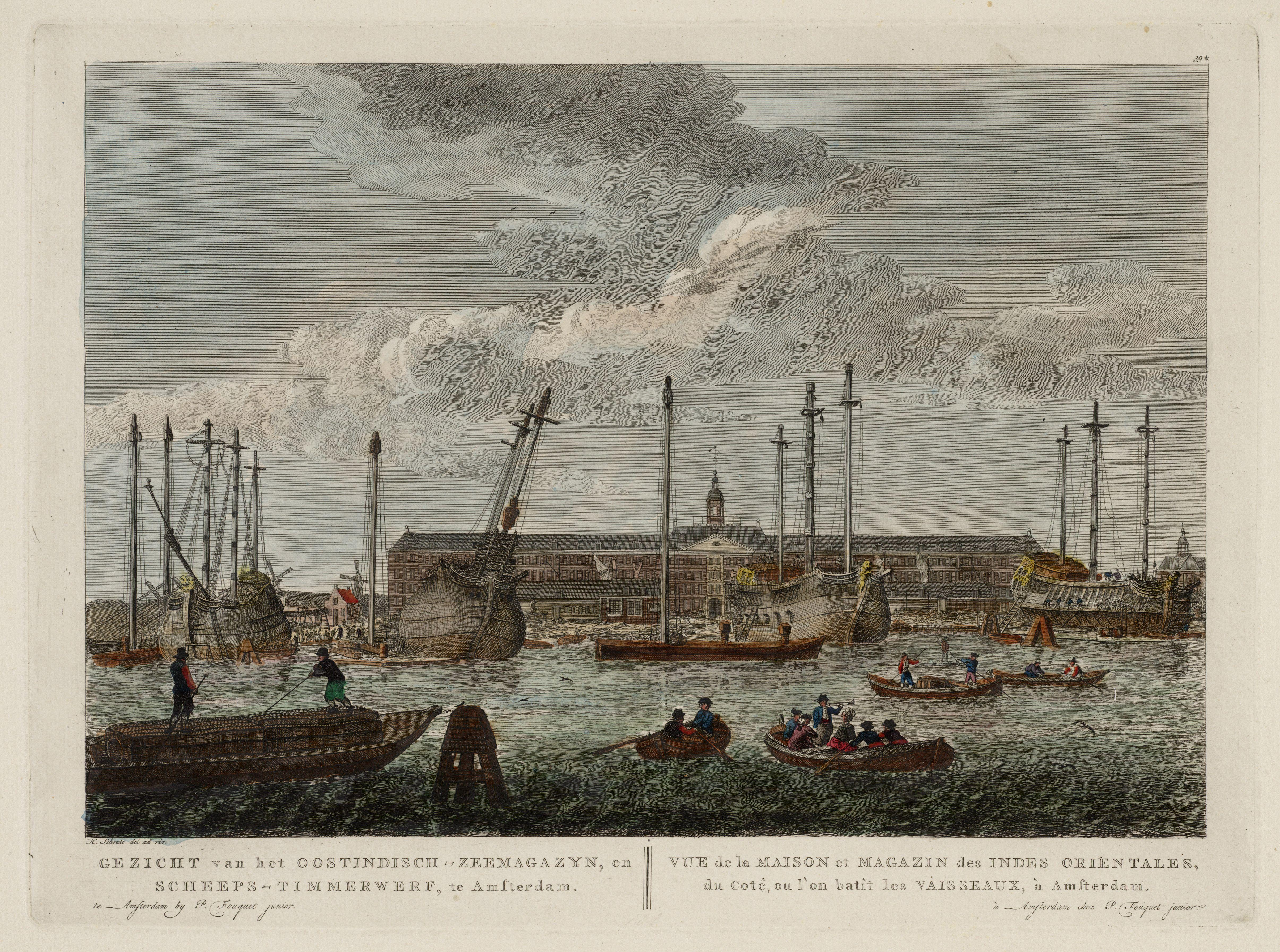
Het magazijn vanaf het IJ
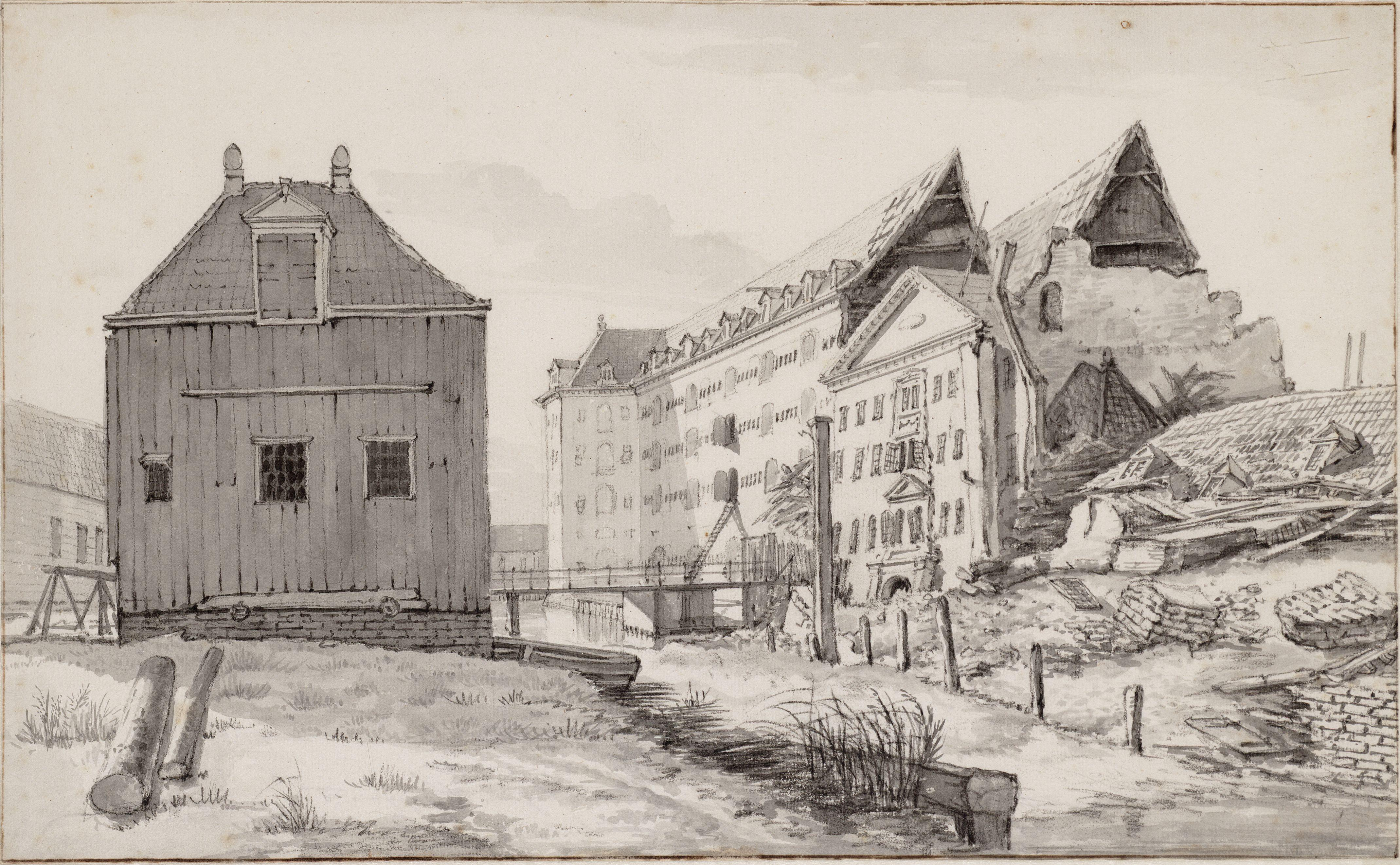
Tekening van de toestand na instorting van de rechtervleugel